# Lepidotheca hachijoensis
Lepidotheca hachijoensis is een hydroïdpoliep uit de familie Stylasteridae. De poliep komt uit het geslacht Lepidotheca. Lepidotheca hachijoensis werd in 1968 voor het eerst wetenschappelijk beschreven door Eguchi. 